# Singoli più venduti in Spagna
Questa è la lista dei singoli più venduti in Spagna, i quali sono stati certificati almeno multiplatino dalla Productores de Música de España.

## Singoli più venduti in formato digitale
| Anno | Singolo                    | Artista                                                   | Unità di vendita | Certificazione | Note   |
| ---- | -------------------------- | --------------------------------------------------------- | ---------------- | -------------- | ------ |
| 2017 | Despacito                  | Luis Fonsi e Daddy Yankee                                 | 560 000          | 14× platino    | [ 2 ]  |
| 2017 | Shape of You               | Ed Sheeran                                                | 440 000          | 11× platino    | [ 3 ]  |
| 2021 | Todo de ti                 | Rauw Alejandro                                            | 360 000          | 9× platino     | [ 4 ]  |
| 2019 | Tusa                       | Karol G (feat. Nicki Minaj)                               | 360 000          | 9× platino     | [ 5 ]  |
| 2014 | Bailando                   | Enrique Iglesias (feat. Descemer Bueno & Gente de Zona)   | 320 000          | 8× platino     | [ 6 ]  |
| 2019 | Contando lunares           | Don Patricio (feat. Cruz Cafuné)                          | 320 000          | 8× platino     | [ 7 ]  |
| 2017 | Me rehúso                  | Danny Ocean                                               | 320 000          | 8× platino     | [ 8 ]  |
| 2020 | Tattoo                     | Rauw Alejandro e Camilo                                   | 320 000          | 8× platino     | [ 9 ]  |
| 2019 | China                      | Anuel AA, Daddy Yankee e Karol G (feat. Ozuna & J Balvin) | 280 000          | 7× platino     | [ 10 ] |
| 2019 | Dance Monkey               | Tones and I                                               | 280 000          | 7× platino     | [ 11 ] |
| 2016 | La bicicleta               | Carlos Vives e Shakira                                    | 280 000          | 7× platino     | [ 12 ] |
| 2017 | Perfect Duet               | Ed Sheeran e Beyoncé                                      | 280 000          | 7× platino     | [ 13 ] |
| 2019 | Blinding Lights            | The Weeknd                                                | 240 000          | 6× platino     | [ 14 ] |
| 2019 | Con calma                  | Daddy Yankee (feat. Snow)                                 | 240 000          | 6× platino     | [ 15 ] |
| 2016 | Duele el corazón           | Enrique Iglesias (feat. Wisin)                            | 240 000          | 6× platino     | [ 16 ] |
| 2015 | El perdón                  | Nicky Jam e Enrique Iglesias                              | 240 000          | 6× platino     | [ 17 ] |
| 2017 | Felices los 4              | Maluma                                                    | 240 000          | 6× platino     | [ 18 ] |
| 2017 | Havana                     | Camila Cabello (feat. Young Thug o con Daddy Yankee)      | 240 000          | 6× platino     | [ 19 ] |
| 2016 | Reggaetón lento (Bailemos) | CNCO                                                      | 240 000          | 6× platino     | [ 20 ] |
| 2015 | Sorry                      | Justin Bieber                                             | 240 000          | 6× platino     | [ 21 ] |
| 2019 | Alocao                     | Omar Montes e Bad Gyal                                    | 200 000          | 5× platino     | [ 22 ] |
| 2019 | Baila baila baila          | Ozuna                                                     | 200 000          | 5× platino     | [ 23 ] |
| 2017 | Bailame                    | Nacho                                                     | 200 000          | 5× platino     | [ 24 ] |
| 2018 | Calma (Remix)              | Pedro Capó e Farruko                                      | 200 000          | 5× platino     | [ 25 ] |
| 2016 | Chantaje                   | Shakira (feat. Maluma)                                    | 200 000          | 5× platino     | [ 26 ] |
| 2015 | Cheap Thrills              | Sia (feat. Sean Paul)                                     | 200 000          | 5× platino     | [ 27 ] |
| 2015 | Cómo te atreves            | Morat                                                     | 200 000          | 5× platino     | [ 28 ] |
| 2018 | Con altura                 | Rosalía e J Balvin (feat. El Guincho)                     | 200 000          | 5× platino     | [ 29 ] |
| 2015 | La gozadera                | Gente de Zona (feat. Marc Anthony)                        | 200 000          | 5× platino     | [ 30 ] |
| 2018 | Lo malo                    | Aitana e Ana Guerra                                       | 200 000          | 5× platino     | [ 31 ] |
| 2018 | Lo siento                  | Beret                                                     | 200 000          | 5× platino     | [ 32 ] |
| 2018 | Malamente                  | Rosalía                                                   | 200 000          | 5× platino     | [ 33 ] |
| 2017 | Mayores                    | Becky G e Bad Bunny                                       | 200 000          | 5× platino     | [ 34 ] |
| 2017 | Otra vez                   | Zion & Lennox (feat. J Balvin)                            | 200 000          | 5× platino     | [ 35 ] |
| 2018 | Sin pijama                 | Becky G e Natti Natasha                                   | 200 000          | 5× platino     | [ 36 ] |
| 2018 | Traicionera                | Sebastián Yatra                                           | 200 000          | 5× platino     | [ 37 ] |

## Singoli più venduti in formato fisico
| Anno | Singolo                 | Artista       | Vendite | Certificazione | Note   |
| ---- | ----------------------- | ------------- | ------- | -------------- | ------ |
| 1997 | Candle in the Wind 1997 | Elton John    | 400 000 | 4× platino     | [ 38 ] |
| 2003 | El templo de tu cuerpo  | Hugo Salazar  | 400 000 | 4× platino     | [ 38 ] |
| 2003 | Quiero ser tú           | Vega          | 400 000 | 4× platino     | [ 38 ] |
| 2003 | Trampa de cristal       | Nika          | 400 000 | 4× platino     | [ 38 ] |
| 2003 | Un hombre así           | Tony Santos   | 400 000 | 4× platino     | [ 38 ] |
| 2003 | Ven, prueba y verás     | Joan Tena     | 400 000 | 4× platino     | [ 38 ] |
| 2003 | Bésame                  | Danni Úbeda   | 300 000 | 3× platino     | [ 38 ] |
| 1987 | Voyage, voyage          | Desireless    | 200 000 | 2× platino     | [ 38 ] |
| 2003 | Amiga soledad           | Miguel Nández | 200 000 | 4× platino     | [ 39 ] |